# Frédéric Blayo
Frédéric Blayo est un écrivain français spécialisé dans les livres-jeux, ayant publié dans la collection Histoires à jouer.

## Sources et références
1. ↑  « Frédéric Blayo (auteur de La statuette brisee) - Babelio », sur www.babelio.com (consulté le 15 juin 2017)
2. ↑  Blayo, Frédéric, « BnF Catalogue général », sur catalogue.bnf.fr (consulté le 15 juin 2017)
3. ↑  bechard stephane, « frederic blayo », sur planete-ldvelh.com (consulté le 15 juin 2017)